# Leucocelis cognata
Leucocelis cognata är en skalbaggsart som beskrevs av Edgar von Harold 1878. Leucocelis cognata ingår i släktet Leucocelis och familjen Cetoniidae. Inga underarter finns listade i Catalogue of Life.